# Pili (Camarines Sur)
Pili è una municipalità di prima classe delle Filippine, capoluogo della Provincia di Camarines Sur, nella Regione del Bicol.
Pili è formata da 26 baranggay:
- Anayan
- Bagong Sirang
- Binanwaanan
- Binobong
- Cadlan
- Caroyroyan
- Curry
- Del Rosario
- Himaao
- La Purisima
- New San Roque
- Old San Roque (Pob.)
- Palestina

- Pawili
- Sagrada
- Sagurong
- San Agustin
- San Antonio (Pob.)
- San Isidro (Pob.)
- San Jose
- San Juan (Pob.)
- San Vicente (Pob.)
- Santiago (Pob.)
- Santo Niño
- Tagbong
- Tinangis